# David Hunter (General)

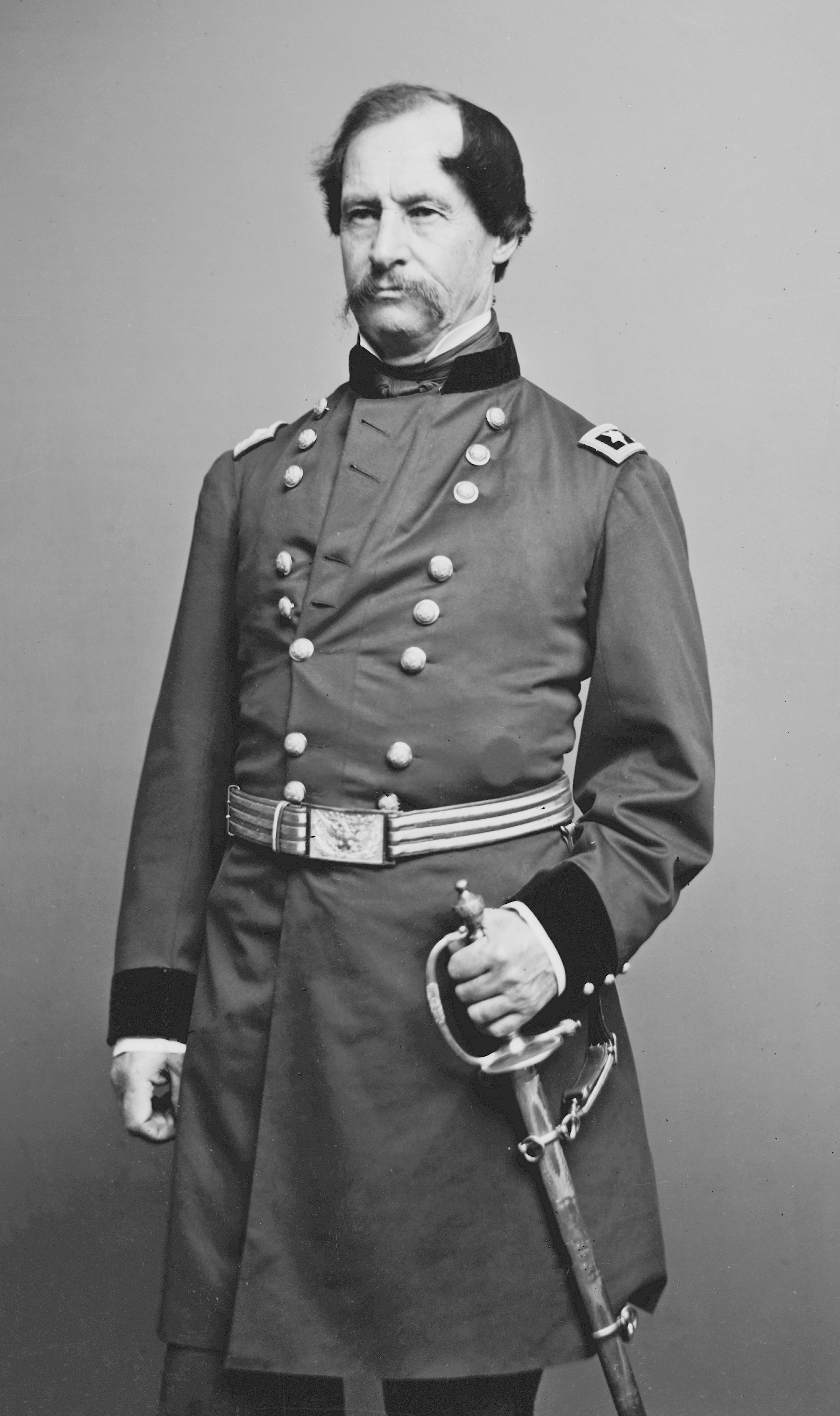
David Hunter

David Hunter (* 21. Juli 1802 in Troy, New York; † 2. Februar 1886 in Washington DC) war ein US-amerikanischer General der Nordstaaten während des Amerikanischen Bürgerkrieges.

## Leben
David Hunter wurde als Sohn von Andrew Hunter und Mary Stockton Hunter geboren. Über seinen Geburtsort gibt es keine Klarheit, neben Troy werden Washington, DC, Princeton oder Woodbury (New Jersey) genannt. Sein Vater war nicht nur Geistlicher, sondern auch Professor für Mathematik und Astronomie an der Princeton University. Hunters Großvater mütterlicherseits, Richard Stockton, vertrat New Jersey im Zweiten Kontinentalkongress und war Unterzeichner der amerikanischen Unabhängigkeitserklärung.
Hunter schrieb sich am 14. September 1818 an der Militärakademie der Vereinigten Staaten ein, die er am 1. Juli 1822 mit dem fünfundzwanzigsten Platz in einer Klasse von vierzig Kadetten abschloss. Anschließend wurde er als Leutnant im 5. US-Infanterie-Regiment eingesetzt. In den nächsten elf Jahren war er in zahlreichen Forts stationiert, hauptsächlich in Minnesota, Wisconsin und Illinois. Am 30. Juni 1828 wurde er zum Oberleutnant befördert.
Im Jahr 1828 wurde Hunter nach Fort Dearborn in der Nähe von Chicago versetzt. Während seines Dienstes dort lernte er die aus Chicago stammende Maria Indiana Kinzie kennen, die er 1829 heiratete. Ihre Ehe dauerte 56 Jahre, blieb jedoch kinderlos.
Am 4. März 1833 wurde Hunter zum Capitän befördert und den 1. US-Dragonern zugeteilt. Die nächsten drei Jahre verbrachte er in Kansas und Oklahoma, wo er gegen die Indianer kämpfte. Am 4. Juli 1836 quittierte Hunter seinen militärischen Dienst und kehrte nach Chicago zurück, um eine Laufbahn als Immobilienmakler und Landspekulant zu verfolgen. Fünf Jahre später, im November 1841, trat er wieder in die Armee ein. Am 14. März 1842 wurde Hunter zum Major befördert und als Zahlmeister in einen Stabsposten der Armee berufen. Er diente in dieser Funktion in Tallahassee, während des Zweiten Seminolenkrieges (1835–1842) und bei der Besatzungsarmee während des Mexikanisch-Amerikanischen Krieges (1846–1848).
Im Jahr 1860, während seiner Stationierung in Fort Leavenworth in Kansas, begann Hunter mit dem republikanischen Präsidentschaftskandidaten Abraham Lincoln zu korrespondieren. Die beiden Männer teilten gemeinsame Ansichten bezüglich der Praxis der Sklaverei. Nachdem Lincoln im November 1860 gewählt worden war, lud er Hunter ein, im Februar 1861 mit seinem ersten Zug von Springfield, Illinois, nach Washington, D.C. zu fahren. Bei ihrer Ankunft in der Landeshauptstadt übertrug Lincoln ihm die Leitung eines Sicherheitskommandos, das die Stadt und das Weiße Haus bewachte.
Als einen Monat nach dem Beschuss von Fort Sumter (12.–14. April 1861) das Land in einen Bürgerkrieg stürzte, wurde Hunter zum Oberst der 6. US-Kavallerie befördert (14. Mai 1861) und befehligte eine in der Nähe von Georgetown stationierte Brigade. Im Juni wurde er zum Kommandeur der zweiten Division der Nordost-Virginia Army (später Army of the Popomac) unter dem Oberbefehl von Generalmajor Irvin McDowell ernannt. In der Schlacht von Bull Run am 21. Juli 1861 wurde Hunter am Hals verletzt, als er seine Truppen in den Kampf führte. Nach der Schlacht wurde er mit Wirkung zum 17. Mai 1861 zum Brigadegeneral und mit Wirkung vom 13. August 1861 zum Generalmajor der Freiwilligen befördert. Im Herbst desselben Jahres wurde er in das Western Department mit Sitz in St. Louis nach Missouri versetzt. Nachdem General John C. Frémont aus dem Amt entlassen worden war, wurde Hunter am 2. November 1861 zum Leiter von dessen Truppen ernannt. Nur eine Woche darauf, am 9. November 1861 wurde er zum Kommandeur des Department of Kansas ernannt. Obwohl er mit der Versetzung nicht zufrieden war, verblieb er vom 20. November 1861 bis zum 11. März 1862 in dieser Position. Während dieser Amtszeit erhielt er Mitte Februar das Lob von General Halleck für die Entsendung jener Verstärkungstruppen, die Brigadegeneral Ulysses S. Grant in der Schlacht um Fort Donelson unterstützten (12.–16. Februar 1862).
Im Frühjahr 1862 wurde Hunter mit Wirkung zum 31. März zum Kommandeur des Südministeriums versetzt. Sein neues Ministerium bestand aus den abgespaltenen Bundesstaaten South Carolina, Georgia und Florida. Anfang April beaufsichtigte er in Zusammenarbeit mit Seestreitkräften die Bombardierung von Fort Pulaski und schloss damit effektiv den Hafen von Savannah ab. Am 13. April 1862, zwei Tage nach der Übergabe von Fort Pulaski, erließ Hunter den Generalbefehl Nr. 7 zur Freilassung der Sklaven in der Nähe des Forts. Am 9. Mai 1862 erließ er die Generalorder Nr. 11, welche die drei Staaten Georgia, Florida und South Carolina unter Kriegsrecht stelle.
1864 befehligte er Unionstruppen während des Shenandoah-Feldzugs, wobei er am 17./18. Juni in der Schlacht von Lynchburg von konföderierten Truppen unter Jubal Early geschlagen wurde.
Hunter diente in der Ehrengarde, welche bei der Beerdigung von Abraham Lincoln dessen Leichnam zurück nach Springfield eskortierte. Dann wurde Hunter vom 8. Mai bis 15. Juli 1865 als Präsident der Militärkommission installiert, welche die Verschwörer von Lincolns Ermordung vor Gericht aburteilte. Im Juli 1866 schied Hunter aus der Armee aus, starb in Washington und wurde 1886 auf dem Princeton Cemetery in Princeton begraben.